# Trimazosin
Trimazosin je simpatomimetički lek. On je alfa blokator.
Završni stupanj sinteze trimazosina je

## Spoljašnje veze
|  | Molimo Vas, obratite pažnju na važno upozorenje u vezi sa temama iz oblasti medicine (zdravlja). |